# Earthworks (album)
Earthworks è l’album d’esordio dell’omonimo gruppo jazz britannico capitanato dal batterista Bill Bruford.

## Tracce
Lato A
1. Thud – 4:14 (Iain Ballamy)
2. Making a Song and Dance – 5:56 (Bill Bruford, Ballamy)
3. Up North – 5:28 (Bruford, Ballamy, Django Bates)
4. Pressure – 7:26 (Bruford)

Lato B
1. My Heart Declares a Holiday – 4:40 (Bruford, Ballamy, Bates)
2. Emotional Shirt – 4:48 (Bates)
3. It Needn’t End in Tears – 5:15 (Ballamy)
4. The Shepherd Is Eternal – 1:52 (Bruford, Bates)
5. Bridge of Inhibition – 4:17 (Bruford, Ballamy, Bates)

## Formazione
- Bill Bruford – batteria acustica ed elettronica, percussioni
- Iain Ballamy – sax soprano, alto e tenore
- Django Bates – tastiere, sax tenore, tromba
- Mick Hutton – contrabbasso